# مارجريت نخلة
مارجريت نخلة (12 أكتوبر 1908 – 30 سبتمبر 1977)  فنانة تشكيلية مصرية.

## حياتها
ولدت مارجريت في 12 أكتوبر عام 1908 في الإسكندرية، درست الفنون في فرنسا وتخصصت في الرسم بالزيت. وحصلت على دبلومة تربية عام 1939، ثم درست فن الرسم على الحائط في جامعة اللوفر عام 1951. وقامت بالتدريس في معهد الفنون الجميلة للبنات بمصر. فقد عاشت في الإسكندرية وباريس والقاهرة وبور سعيد.

## معارض خاصة
- أول معرض خاص في المدينة الفرنسية أنبير عام 1936.[4]
- معرض أعمال السفارة المصرية بباريس عام 1948.[4]
- معرض برنهام 1954.[4]
- معارض لأعمالها في القاهرة والإسكندرية وبورسعيد.[4]

## معارض محلية
- معارض جمعية محبى الفنون بالإسكندرية 1932.
- معارض صالون الخريف - صالون الرسامات.
- معرض سوق القاهرة الدولى 1958.
- اقامت جمعية محبى الفنون الجميلة معرضاً لأعمالها 1978 .
- إبداعات المراة المصرية 1999 ( معرض خاص لأعمالها ).
- معرض رواد الفن السكندرى بقاعة شاديكور بمصر الجديدة 2007.
- صالون جاليرى الدورة الأولى بقاعة إبداع للفنون مايو 2007.
- معرض ضفيرة التواصل بين جيل الرواد والمواهب الجديدة `الجد والحفيد` بقاعة أبعاد متحف الفن المصرى الحديث يناير 2008.
- معرض مفاتيح الإبداع في البهو الرئيسى لقصر الأمير عمرو إبراهيم (متحف الخزف الإسلامى) يناير 2010.
- معرض مقتنيات متحف الفنون الجميلة بالإسكندرية ` حسين صبحى ` بقاعة ( الباب - سليم ) بمتحف الفن المصرى الحديث مايو 2010.
- المعرض الجماعى السنوى بقاعة دروب بجاردن سيتى يوليو 2010.
- معرض ( المنتخب 3 ) بقاعة قرطبة بالمهندسين ديسمبر 2010.
- صالون القاهرة ( 56 ) للفنون التشكيلية بقصر الفنون مارس 2013.

## المعارض الجماعية الدولية
- معرض باريس الدولى 1937.
- معرض مصر فرنسا بمتحف الفنون الزخرفية بباريس 1949.
- معرض دوفيل الدولى بفرنسا 1960.
- ثلاث مسابقات لطلاب المدرسة الأهلية العليا للفنون الجميلة اعوام 36 / 37 / 1939 بفرنسا.
- معرض (من النيل إلى الحرمين) بأتيلية جدة للفنون بالمملكة العربية السعودية فبراير 2015.

## الزيارات الفنية
- باريس - لإسماعيلية - بورسعيد

## البعثات والمنح
- 1965 منحة تفرغ للإنتاج الفنى لمدة عام.

## المهام الفنية التي كٌلفت بها والاسهامات العامة
- كلفتها كنيسة مريم العذراء بالزمالك برسم 12 لوحة دينية تصور النساء في تعاليم يسوع .

- كلفتها الكنيسة أيضاً برسم لوحتين إضافيتين تصوران ` العشاء الأخير ` و ` ميلاد السيد المسيح `.

## الجوائز المحلية
- ميدالية فضية من المعرض الزراعى الصناعى 1931.
- ميدالية ذهبية من جمعية محبى الفنون الجميلة (الإسكندرية)1932.
- الجائزة الأولى من سوق القاهرة الدولى عام 1958.
- جائزة الرسم الأولى من معرض صالون القاهرة 1959.

## الجوائز الدولية
- الجائزة الأولى من ثلاث مسابقات بفرنسا لطلاب المدرسة الأهلية 1936- 1938.
- ميدالية من معرض باريس الدولى 1937.
- شهادة امتياز عن لوحة بمعرض دوفيل الدولى بفرنسا.

## مقتنيات خاصة
مجموعات خاصة لدى الأشخاص بالداخل والخارج

## مقتنيات رسمية
- لوحاتها بالمتاحف المصرية والفرنسية.
- سفارة مصر بفرنسا.
- بعض المؤسسات الحكومية الفرنسية.

## الأعمال الفنية الهامة في حياة الفنانة
لوحة ميلاد المسيح - العشاء الأخير - البورصة - حمام النساء

## المؤثرات التي انعكست علي تفكير الفنانة ورسمها
- الفن هو تعبير وتسجيل الأثر المفاجئ الذي ينتج عن ونظرة خاطفة سريعة وقوة الملاحظة وتحليل العوامل التي أثرت على الدفاع عن النفس بعد طبع صور من الأشكال والقدرة على هذه الملاحظات من الألوان والخطوط لتمضي أشهر في تنفيذ لوحتها (بورصة الكويت) متحف الفن المصري الحديث.
- هي من أهم الفنانين الجيل الثاني الي خلف جيل من رواد الفن مع مجموعة من المصريات المدهشات وسط الفنانين. أسلوب الرسم يصور الواقع Plumsat Tothreyp (الأنطباعية) وهو شعور فطري قوي في الرغبة عن التعبير. كان لديها تقنية واضحة وظيفية منذ بداية حياتها تٌعرف بالقدرة العالية على التعامل مع لموضوعات الحركة، مثل سباق الخيل، فهو يعطى كل شخص تعبير خاص عن الحركة واللون. مفردات الانتباة جعلت من لوحتها (الخوص) قريبة للرسوم المتحركة.

## انظر أيضَا
- فن قبطي
- الكنيسة القبطية الأرثوذكسية
- أيقونة